# Canton de Noyers-sur-Jabron
Le canton de Noyers-sur-Jabron est une ancienne division administrative française située dans le département des Alpes-de-Haute-Provence et la région Provence-Alpes-Côte d'Azur.

## Composition
Le canton de Noyers-sur-Jabron regroupait sept communes :
| Nom                           | Code Insee | Intercommunalité              | Population (dernière pop. légale) |
| ----------------------------- | ---------- | ----------------------------- | --------------------------------- |
| Noyers-sur-Jabron (chef-lieu) | 04139      | CC Jabron Lure Vançon Durance | 497 (2014)                        |
| Bevons                        | 04027      | CC Jabron Lure Vançon Durance | 241 (2014)                        |
| Châteauneuf-Miravail          | 04051      | CC Jabron Lure Vançon Durance | 74 (2014)                         |
| Curel                         | 04067      | CC Jabron Lure Vançon Durance | 59 (2014)                         |
| Les Omergues                  | 04140      | CC Jabron Lure Vançon Durance | 131 (2014)                        |
| Saint-Vincent-sur-Jabron      | 04199      | CC Jabron Lure Vançon Durance | 209 (2014)                        |
| Valbelle                      | 04229      | CC Jabron Lure Vançon Durance | 258 (2014)                        |

## Histoire
- Célèbre par la défaite qu'infligea saint Bevons, natif du lieu[2], à une armée sarrasine qui s'était retranchée sur le rocher de Peyrimpi (pierre impie) au Xe siècle. Seigneurie des d'Agoult au XIVe siècle, puis des Garret et des Clermont. En 1516, une obscure querelle de bornage opposa les populations de Ribiers et de Noyers, dégénéra en échauffourée sanglante et donna lieu à un procès interminable. L'ancienne paroisse de Jarjayes fut unie à Noyers en 1832. 1 177 habitants en 1851.

- À la suite du décret du 24 février 2014, le canton a fusionné avec celui de Sisteron, fin mars 2015, pour les élections départementales de 2015[1].

## Représentation

### Conseillers généraux de 1833 à 2015
| Période | Période      | Identité                                              | Étiquette                     | Qualité                                                                        |
| ------- | ------------ | ----------------------------------------------------- | ----------------------------- | ------------------------------------------------------------------------------ |
| 1833    | 1865 (décès) | Abel Eysséric                                         |                               | Propriétaire, Président du Tribunal de Sisteron                                |
| 1865    | 1874         | Joseph-Eugène Eyraud                                  |                               | Notaire à Sisteron                                                             |
| 1874    | 1880         | Vicomte Octave de Bermond de Vaulx                    | Droite bonapartiste           | Capitaine de vaisseau à Toulon                                                 |
| 1880    | 1886         | Louis-Xavier Arnaud                                   | Républicain                   | Propriétaire aux Omergues                                                      |
| 1886    | 1892         | Hippolyte Suquet                                      | Républicain                   | Avoué à Sisteron Député (1885-1889)                                            |
| 1892    | 1900 (décès) | Ludovic Robert                                        | Rad.                          | Docteur en médecine Député (1898-1900)                                         |
| 1901    | 1910         | Gustave-Adolphe Hubbard                               | Rad.                          | Avocat Député de Seine-et-Oise (1885-1898) Député des Basses-Alpes (1901-1906) |
| 1910    | 1915 (décès) | Pierre de Bermond de Vaulx (Fils d'Octave de Bermond) | Libéral                       | Colonel d'infanterie Mort pour la France                                       |
| 1915    | 1928         | Frédéric Anglès                                       | Républicain d'union nationale | Retraité à Manosque                                                            |
| 1928    | 1940         | Marcel Blanc                                          | SFIO                          | Maire de Noyers-sur-Jabron                                                     |
|         |              |                                                       |                               |                                                                                |
| 1945    | 1978 (décès) | Gaston Bruschini (1900-1978)                          | SFIO puis PS                  | Professeur-adjoint de lycée à Digne                                            |
| 1978    | 1979         | Edmond Marin                                          | PS                            | Médecin                                                                        |
| 1979    | 2004         | Paul Bernard                                          | DVD puis DVG                  | Professeur de collège, conseiller municipal de Noyers-sur-Jabron               |
| 2004    | 2015         | Pierre-Yves Vadot                                     | PS et app.                    | Professeur Maire de Valbelle                                                   |

### Conseillers d'arrondissement (de 1833 à 1940)
- Le canton de Noyers avait deux conseillers d'arrondissement à partir de 1895.
- Il faisait partie de l'arrondissement de Sisteron jusqu'à sa disparition en 1926.

| Période                                  | Période | Identité                           | Étiquette   | Qualité |
| ---------------------------------------- | ------- | ---------------------------------- | ----------- | --- |
| 1833                                     | 1842    | Pierre Antoine Chauvet (1766-1841) |             | Notaire, maire de Noyers-sur-Jabron                                                                         |
| 1833                                     | 1848    | Joseph Chabus                      |             | Avoué à Sisteron                                                                                            |
|                                          |         |                                    |             | |
| 1883                                     | 1895    | M. Jourdan                         | Libéral     | Juge de paix à Noyers                                                                                       |
| 1895                                     |         | Jean-Baptiste Gabert               | Républicain | Propriétaire - Maire des Omergues                                                                           |
| 1895                                     |         | M. Planche                         |             | Maire de Noyers-sur-Jabron                                                                                  |
|                                          |         |                                    |             | |
|                                          | 1940    | Léon Esprit                        | SFIO        | Cultivateur à Valbelle                                                                                      |
| 1940                                     |         |                                    |             | Les conseils d'arrondissement ont été suspendus par la loi du 12 octobre 1940 et n'ont jamais été réactivés |
| Les données manquantes sont à compléter. |         |                                    |             | |

## Démographie
| 1962 | 1968 | 1975 | 1982 | 1990 | 1999  | 2006  | 2011  | 2012  |
| ---- | ---- | ---- | ---- | ---- | ----- | ----- | ----- | ----- |
| 797  | 779  | 721  | 784  | 872  | 1 099 | 1 190 | 1 405 | 1 425 |